# Schreiber Gyula
Schreiber Gyula, teljes nevén Schreiber Zsigmond Gyula (Pozsony, 1858. január 25. – Újpest, 1933. július 8.) magyar építész és építőmester, újpesti fakereskedő.

## Élete
Schreiber Mór kereskedő és Geyduschek Leonóra fiaként született zsidó családban. Újpesti vállalkozó volt, vállalatát 1889-ben alapította meg. Számos kisebb-nagyobb épület kivitelezésében vett részt építőmesterként, de a források alapján úgy tűnik, hogy ő maga is tervezett épületeket, és építészként is nyilvántartották.
A mai (külső) Váci út 81-83. számú telken fatelepet működtetett, amelynek külön iparvágány összeköttetése is volt a környező villamosvonalakkal.
Támogatta a Magyar Zsidó Múzeum létrejöttét, és egyéb módokon is aktív résztvevője volt a zsidó felekezeti életnek.
Az újpesti izraelita temetőben helyezték nyugalomra. A temetőt felszámolták.

### Családja
Felesége Kéri Hedvig (1865–1940) volt, Kéri Márk törvényszéki bíró és Weitzenblum Franciska lánya, akivel 1887. február 6-án kötött házasságot.
Gyermekei: Ervin (1887) építész, Margit (1890–1905), György Egon (1895) magántisztviselő és Erzsébet (1900–1966).

## Ismert munkái

### Feltehetően saját tervezésű épületei
- 1899: Elite Fogadó és Kávéház, Budapest, Árpád út[9]
- 1904/1908: az Aszódi Királyi Javítóintézet temploma, Aszód (Dániel Györggyel közös munka)[10][11] – 1951-ben elbontották[12]
- 1908: Tüdőbeteg Szanatórium, Algyógy[13]
- 1909: Viola utcai iskola (ma: Károli Gáspár Református Egyetem Állam- és Jogtudományi Kar),[14] Budapest, Viola u. 2-4.[9][15]
- a Phőbus és az Ister vízmű gyártelepei[4]
- a rákospalotai olajgyár[4]

Terveket adott be 1913-ban a Dunakeszi Főműhely (ma: Dunakeszi Járműjavító Kft.) gyárépületeire. Pályázata 2. helyezést ért el, és tervét a győztes Stibinger és Apor cég tervével felterjesztették elfogadásra a kereskedelmi miniszterhez, és vélhetően az ő munkájuk alapján épült fel az üzem is. (Hogy pontosan melyik épületet ki tervezte, nem ismert.)

### Kivitelezői munkái
- 1899–1900: Újpesti Városháza, Budapest, István út 14.[4][18] (tervezte: Böhm Henrik és Hegedűs Ármin)[18]
- 1902–1904: Állami Tanítóképezde (ma: Szent Benedek Gimnázium, Szakképző Iskola és Kollégium Kiskunfélegyházi Petőfi Sándor Tagintézménye), Kiskunfélegyháza, Kossuth utca 24.[5] (tervezte: Baumgarten Sándor)[19]
- 1904–1905: Polgári Fiú- és Leányiskola, Liptószentmiklós (tervezte: Baumgarten Sándor)[20]
- 1908: fegyintézet, Vác[21]
- 1908–1911: Újpesti Vágóhíd, Budapest, Megyeri út 15.[4][22] (tervezte: Böhm Henrik és Hegedűs Ármin)
- 1909–1910: Szent Ferenc-rendi katolikus gimnázium, Érsekújvár (tervezte: Herczegh Zsigmond)[23]
- 1911–1912: Újpesti víztorony, Budapest, Árpád út 144.[24] (tervezte: Mihailich Győző, szerkezeti rész és Dümmerling Ödön, építészeti rész)[25]
- 1913: Pénzügyi Laktanya, Kolozsvár, Kossuth u.[26] (tervezte: ?)

### Lehetséges, hogy tervben maradt munkák
- 1902: templom tetőzete, Kiskunfélegyháza[27]
- 1908: vármegyeháza átalakítása, Veszprém[28]
- 1908: az Aszódi Királyi Javítóintézet központi épülete, Aszód[29]
- 1909: Újpesti járásbíróság és fogház, Budapest, Tavasz u. 21.[30] (tervezte: Jablonszky Ferenc)[31]
- 1911: az Aszódi Királyi Javítóintézet tanműhelyének bővítése, Aszód[32]

## Képtár
- Újpesti Városháza
- Újpesti Vágóhíd
- Újpesti Víztorony
- Viola utcai iskola
- Állami Tanítóképezde, Kiskunfélegyháza
- Szent Ferenc-rendi katolikus gimnázium, Érsekújvár

## További külső hivatkozások
- Viola utcai iskola (az iskola díszei a szecessziosmagazin.com-on)
- Aszód, Állami Javítóintézet temploma (korabeli képeslap)